# El picnic de los Campanelli
El picnic de los Campanelli es una película argentina filmada en colores dirigida por Enrique Carreras según el guion de Jorge Basurto, Oscar Viale y Juan Carlos Mesa que se estrenó el 13 de julio de 1972 y que tuvo como protagonistas a Claudio García Satur, Menchu Quesada, Tino Pascali y Adolfo Linvel.
Los Campanelli fue una serie de televisión del tipo comedia de situaciones de la televisión argentina creada y dirigida por Héctor Maselli sobre libreto e idea de Juan Carlos Mesa, Jorge Basurto y Oscar Viale, quien también actuaba. Se emitió los mediodías de cada domingo entre 1969 y 1974 convirtiéndose en la familia más famosa de la televisión argentina.

## Sinopsis
Vicisitudes de los integrantes de la familia Campanelli cuando hacen un pícnic en el Delta del Tigre, con asaltantes incluidos.

## Reparto
Participaron del filme los siguientes intérpretes:
- Alberto Anchart … Alberto "Tumba"
- Dorita Burgos … Dorita
- Osvaldo Canónico … Osvaldo
- Edda Díaz
- Zulma Grey … Zulma
- Alejandra Kliment … Alejandra
- María Cristina Laurenz … María Cristina
- Adolfo Linvel … Don Carmelo Campanelli
- Tito Mendoza … Tito
- Gloria Montes … Gloria
- Tino Pascali … Tino
- Menchu Quesada … Lucía
- Claudio García Satur … Claudio
- Carlitos Scazziota … Carlitos
- Raimundo Pastore … Don Paco
- Iván Grondona … Clemente
- Nelly Beltrán … Sra. de Barranechea
- Ricardo Lavié … Ladrón de banco
- Mariquita Gallegos … Mónica
- Roberto Carnaghi … Cura
- Rodolfo Machado … Salinas
- Aldo Mayo
- Atilio Pozzobón … Policía
- Adriana Aguirre … Gracielita
- Miguel Jordán … primer control carrera de regularidad
- Carlos Lagrotta … Juez Barranechea
- Cayetano Biondo … Timonel
- Horacio Dalli
- Mónica Jouvet

## Comentarios
Esquiú opinó:

”Cuando la idea nace en televisión, rara vez logra éxito cuando llega al cine. Éste es el caso de los Campanelli… el libreto es de una notoria pobreza.”

Manrupe y Portela escriben:

”Suma de anécdotas, mejor filmada que la anterior pero igual de irritante.”